# Eduard Kasparides

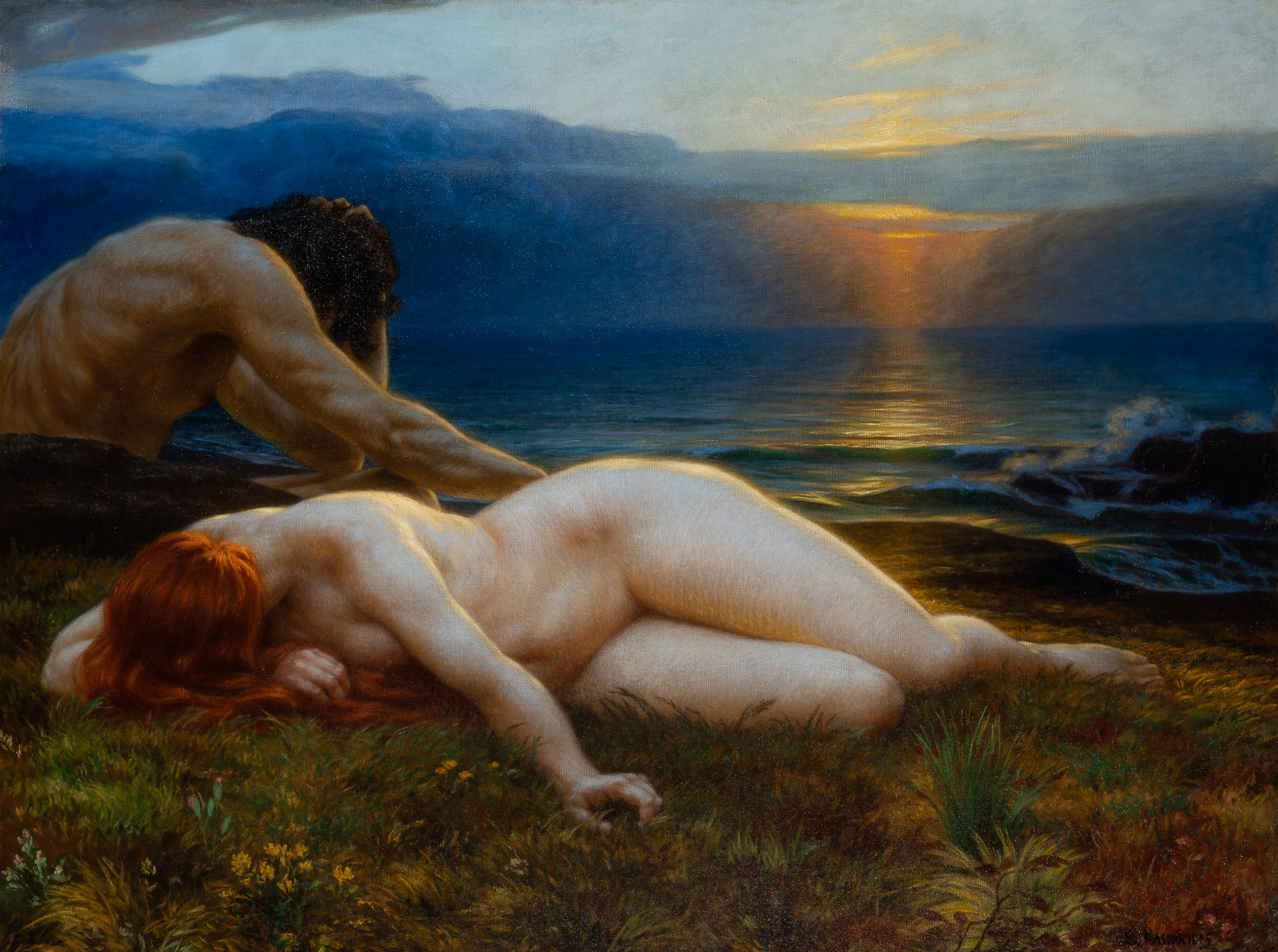
Eduard Kasparides: Das Verlorene Paradies (1902–05)

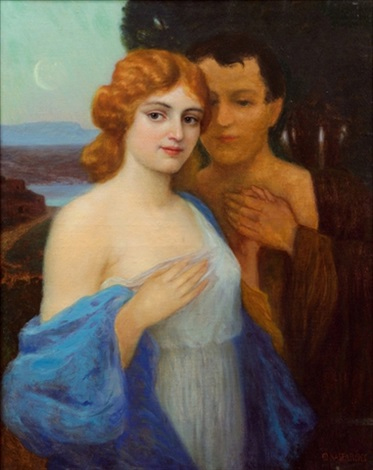
Liebespaar, um 1910

Eduard Kasparides (* 18. März 1858 in Krönau (Mähren); †  19. Juli 1926 in Bad Gleichenberg (Steiermark)) war ein österreichischer Maler.
Kasparides studierte von 1876 bis 1884 an der Akademie der Bildenden Künste Wien bei Carl Wurzinger und Josef Mathias Trenkwald. Während der Studienzeit um 1880 restaurierte er die Fresken in der Kirche seines Heimatortes. Nach dem Studium zog er 1885 nach München.
Kasparides unternahm Studienreisen nach Italien, Schweden, Russland und Deutschland.
Seit 1886 in Wien ansässig, wurde er 1894 Mitglied der Genossenschaft der bildenden Künstler Wiens (Künstlerhaus) und war von 1900 bis 1905 Mitglied des Hagenbundes.
Kasparides schuf bis zur 1900er Jahrhundertwende Genrebilder sowie religiöse und historische Bilder, wandte sich dann zur impressionistischen Landschaftsmalerei. Nach dem Ersten Weltkrieg schuf Kasparides wieder Figurenbilder.

## Auszeichnungen
Seine Werke brachten ihm viele Auszeichnungen, u. a. den Prinz-Coburg-Preis 1884, Königswarter-Preis 1899, kleine goldene Staatsmedaille 1900, Silberne Medaille St. Louis 1904, Karl-Ludwig-Medaille 1908, Drasche-Preis 1911, Große goldene Staatsmedaille 1912.